# Behind the Scenes (film, 1914)

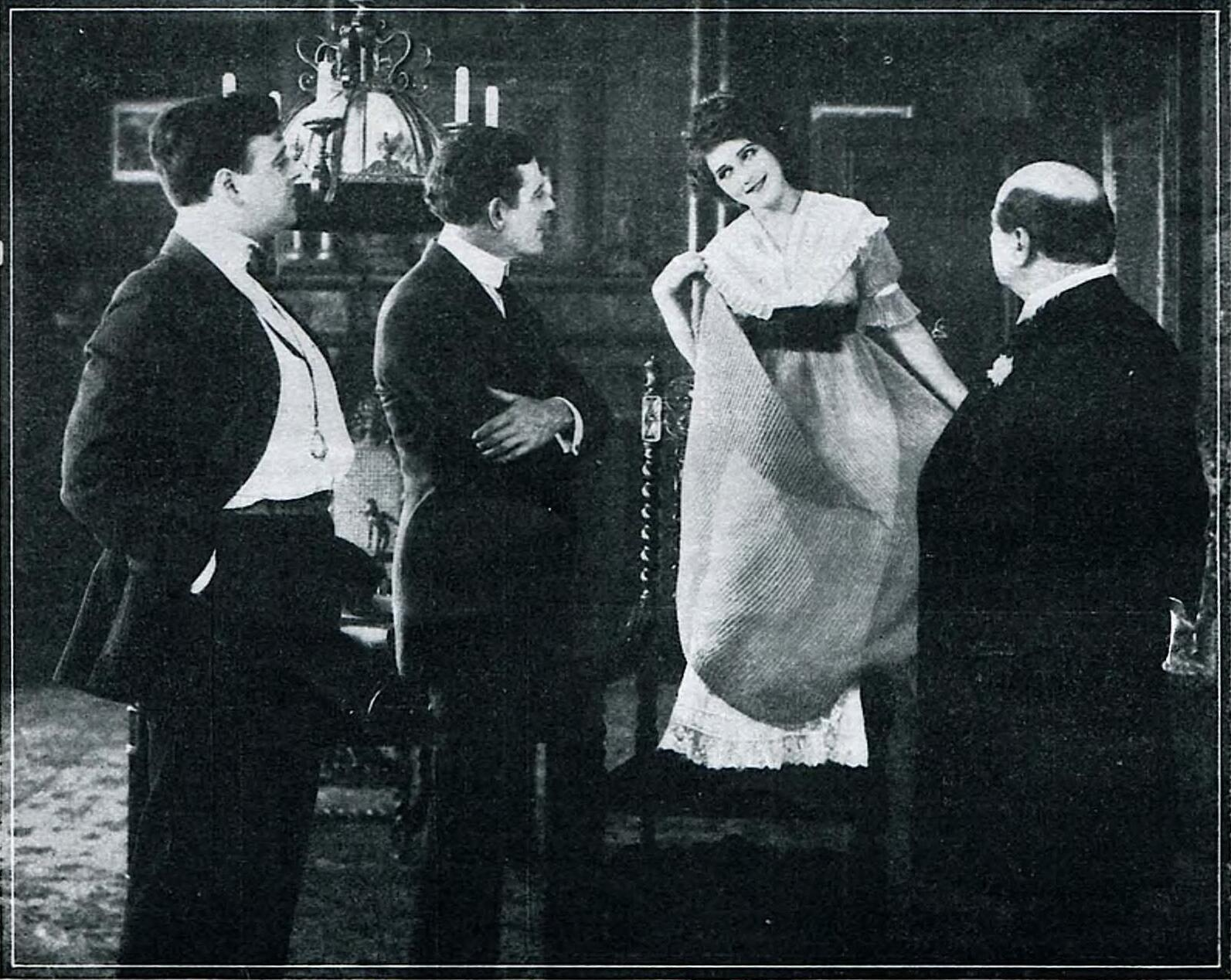
Une scène du film avec Mary Pickford.

Pour les articles homonymes, voir Behind the Scenes.
Behind the Scenes est un film américain réalisé par James Kirkwood et sorti en 1914.

## Synopsis
Dolly Lane est une pauvre et jolie actrice de comédie musicale, répétant et jouant jour et nuit, vivant modestement, dévouée à son travail. Un soir, dans la scène finale de la pièce, elle et ses camarades lancent des confettis dans le public, aveuglant presque un jeune homme assis au premier rang de l'orchestre. Dolly s'excuse auprès de lui, et le jeune homme, Steve Hunter, incite son ami, Teddy Harrington, un jeune homme riche, à l'emmener dans les coulisses après la représentation.

## Fiche technique
- Réalisation : James Kirkwood
- Scénario : d'après Behind the Scenes de Margaret Mayo
- Producteurs : Adolph Zukor, Daniel Frohman
- Production : Famous Players-Lasky
- Photographie : Emmett A. William
- Distributeur : Paramount Pictures
- Durée : 5 bobines[2]
- Date de sortie : 
  - États-Unis : 26 octobre 1914

## Distribution

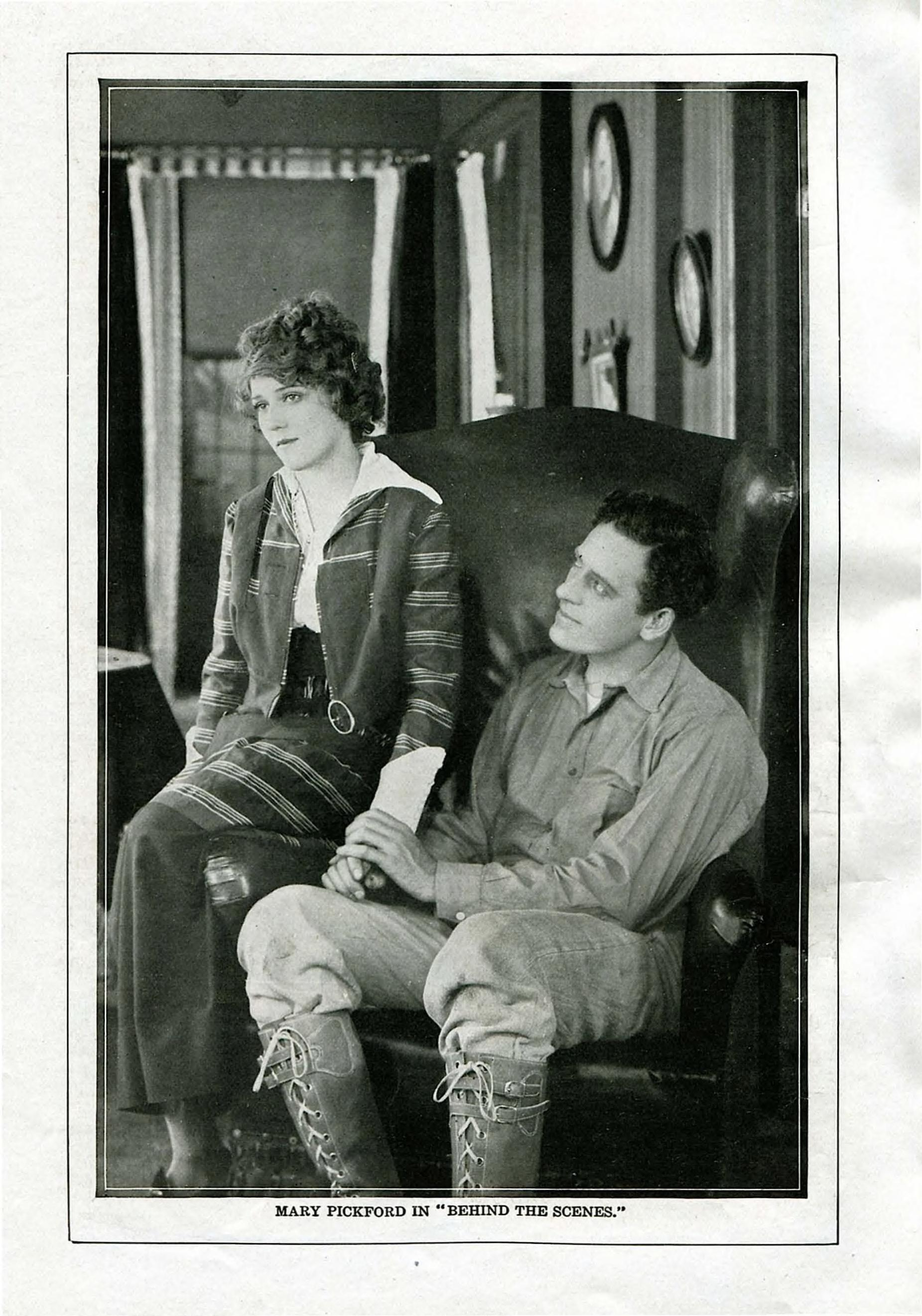
Mary Pickford et James Kirkwood.

- Mary Pickford : Dolly Lane
- James Kirkwood : Steve Hunter
- Lowell Sherman : Teddy Harrington
- Ida Waterman : Mrs. Harrington
- Russell Bassett : Joe Canby

## Statut du film
Une copie du film est conservée à la George Eastman Museum Motion Picture Collection,.